# نورما باولوس
نورما باولوس (بالإنجليزية: Norma Paulus)‏‏ (13 مارس 1933 في بيلغراد - 28 فبراير 2019 في بورتلاند، أوريغون) محامية، وسياسية من الولايات المتحدة.